# Ivan Ineich
Ivan Ineich (* 3. November 1957 in Sélestat, Département Bas-Rhin) ist ein französischer Herpetologe.

## Leben
1979 erlangte Ineich das Diplôme d’études universitaires générales in Biologie (DEUG B) an der Universität Straßburg. 1980 erwarb er die Licence in Tierbiologie mit Zertifikaten in Zoologie und Tierphysiologie an der Universität Straßburg. 1981 graduierte er zum Master in Biologie und Ökologie an der Universität Straßburg. 1982 diplomierte er in Tropischer Tierbiologie an der Université Montpellier II - Sciences et Techniques du Languedoc. 1987 wurde er mit der Dissertation Recherches sur le peuplement et l’évolution des Reptiles terrestres de Polynésie française zum Ph.D. an der Université Montpellier II - Sciences et Techniques du Languedoc promoviert. Seit 1988 ist er Dozent und Kurator am Muséum national d’histoire naturelle. 1994 habilitierte er sich zum Professor.
Zu Ineichs Forschungsinteressen zählen die Evolutionsbiogeographie und Ökologie auf tropischen Inseln, die terrestrische Herpetofauna des Südpazifiks, die Parthenogenese bei Reptilien, Systematik und Evolution von Reptilien, die Systematik, die Ökologie und die Biogeographie bei afrikanischen Reptilien, giftige Land- und Seeschlangen und der Schutz von Reptilien.
2003 gelang Ineich auf Brosse Islet, einem kleinen Inselchen vor der Küste der zur Neukaledonien gehörenden Île des Pins, die Wiederentdeckung der Skinkart Phoboscincus bocourti, die seit 1876 für ausgestorben gehalten wurde. 
Ineich erstbeschrieb rund 26 Reptilienarten aus den Gruppen der Skinke, Geckos, Blindschlangen, Schlangenschleichen und Giftnattern.

## Schriften (Auswahl)
- Le Serpent. Images et Rituel, 1992 (mit Jacques Lacarrière)
- Les serpents venimeux du monde: systématique et répartition, 1999 (mit Patrick David)
- The Herpetofauna of New Caledonia, 2000 (mit Aaron M. Bauer und Ross A. Sadlier)
- Les serpents marins de Nouvelle-Calédonie, 2002
- Les serpents marins, 2004
- Venenum, 2006 (mit Guido Mocafico, Jacqueline Goy und Patrick Remy)